# Милютин, Александр Александрович (государственный деятель)
Алекса́ндр Алекса́ндрович Милю́тин (6 апреля 1927, Лапшино, Краснококшайский кантон, Марийская автономная область, РСФСР, СССР — 13 января 2004, Йошкар-Ола, Марий Эл, Россия) — советский государственный, партийный и административный деятель. Председатель Йошкар-Олинского городского исполкома Марийской АССР (1965—1968). Член КПСС.

## Биография
Родился 6 апреля 1927 года в д. Лапшино Краснококшайского кантона Марийской автономной области (ныне — в составе г. Йошкар-Олы Марий Эл).
В 1952 году окончил Поволжский лесотехнический институт имени М. Горького.
Заступил на партийную работу: инструктор, заместитель заведующего отделом Марийского обкома КПСС, заместитель председателя Комитета партийно-государственного контроля Марийского обкома КПСС и Совета Министров Марийской АССР.
В 1965—1968 годах — председатель Йошкар-Олинского городского исполкома Марийской АССР.
В 1975—1992 годах — начальник Марийского управления по снабжению и сбыту лесопродукции Госснаба СССР.
В 1967—1971 годах избирался депутатом Верховного Совета Марийской АССР VII созыва.
Награждён медалями и дважды — Почётной грамотой Президиума Верховного Совета Марийской АССР.
Скончался 13 января 2004 года в Йошкар-Оле.

## Награды
- Медаль «В ознаменование 100-летия со дня рождения Владимира Ильича Ленина» (1970)
- Почётная грамота Президиума Верховного Совета Марийской АССР (1977, 1987)[1]